# Orsa (vlinder)
Orsa is een geslacht van vlinders van de familie spinneruilen (Erebidae), uit de onderfamilie Calpinae.

## Soorten
- O. deleta Hampson, 1924
- O. erythrospila Walker, 1865
- O. orbifera Hampson, 1926